# Chained (2012)
Chained (bra: Acorrentados) é um filme de terror psicológico dirigido por Jennifer Lynch lançado em 2012 no Fantasia Festival. O filme segue a vida de um jovem mantido em cativeiro por um serial killer.

## Elenco
- Vincent D'Onofrio - Bob
  - Daniel Maslany - Bob (jovem)
- Eamon Farren - coelho / Tim Fittler
  - Evan Bird - coelho (jovem)
- Julia Ormond - Sarah Fittler
- Conor Leslie - Angie
- Jake Weber - Brad Fittler
  - Michael Maslany - Brad
- Gina Philips - Marie

## Recepção
No agregador de críticas Rotten Tomatoes, o filme tem uma taxa de aprovação de 68% com base em 19 opiniões. O filme atraiu uma resposta polarizada da crítica. Comparando-o negativamente com a estreia de Jennifer Lynch em Boxing Helena em termos de misoginia, Dennis Harvey, da Variety, chamou-o de "um exercício repugnante de sadismo físico e psicológico" e "um chafurdar redundante em crueldade artificial e tortura pornográfica." Por outro lado, Matt Glasby da Total Film classificou-o com três de cinco e chamou-o de "thriller tenso de serial killer", com o final sendo seu único ponto principal de discórdia.